# Isopentenil pirofosfato
L'isopentenil pirofosfato (IPP), o isopentenil difosfato (IDP), è un intermedio della via metabolica dell'acido mevalonico o della via metabolica del metileritritolo fosfato, utilizzata dagli organismi viventi nella biosintesi dei terpeni, terpenoidi e steroli.

## Isopentenil difosfato e i terpenoidi
Questa molecola si combina con il dimetilallil difosfato per dare un terpenoide C10 chiamato Geranil difosfato (il suo alcol corrispondente è il Geraniolo, terpenoide profumato che possiamo trovare nell'olio di rose o nel vino). Con l'aggiunta di un altro IPP, grazie all'enzima prenil transferasi, si ha la formazione della Farnesil difosfato (FPP). Sempre grazie allo stesso enzima alla FPP viene aggiunto un altro IPP formando la geranilgeranil difosfato o GGPP; il processo continua andando a formare al massimo terpenoidi C25. 
I terpenoidi C30 e C40, rispettivamente triterpenoidi e tetraterpenoidi, sono ottenuti per dimerizzazione di unità C15 e C20. Un famoso tetraterpene (C40) è il Beta-carotene,  precursore dei C13 Norisorprenoidi, importanti aromi varietali, glicosilati nell'uva, liberati durante il processo fermentativo.